# 大富翁7
大富翁7是大富翁系列遊戲的第七作，於2003年12月17日由大宇資訊推出。2004年12月2日推出資料片《遊寶島》和《遊香江》。2023年3月16日，整合了本作本篇与资料片《游宝岛》《游香江》的《大富翁7 两岸三地游》登陆Steam发售。

## 遊戲內容

### 遊戲特點
- 玩家可以自由選擇單人模式和多人模式。
- 玩家不需要開始遊戲也可以玩小遊戲，本作共有8種小遊戲。

### 遊戲地圖
一般地圖：
- 荷蘭
- 香港
- 北京
- 悉尼

隱藏地圖：
- 杭州
- 仙靈島

資料片地圖：
- 基隆（基隆夜市）（游香江及游宝岛）
- 臺北（游香江及游宝岛）
- 台中（游宝岛）
- 高雄（游宝岛）
- 花東（游宝岛）
- 香港島（游香江）
- 九龍（游香江）
- 台灣島（游香江及游宝岛）
- 豪華郵輪（游香江）

### 玩家

#### 既有角色
- 阿土伯　　初出：大富翁1
- 大老千　　初出：大富翁1
- 錢夫人　　初出：大富翁2
- 孫小美　　初出：大富翁2
- 沙隆巴斯　初出：大富翁3
- 烏咪　　  初出：大富翁4
- 金貝貝　　初出：大富翁4
- 糖糖　　  初出：大富翁4
- 忍太郎　　初出：大富翁4
- 宮本寶藏　初出：大富翁4
- 舞美拉　　初出：大富翁6
- 李逍遙　　初出：仙劍奇俠傳（隱藏角色）
- 趙靈兒　　初出：仙劍奇俠傳（隱藏角色）
- 林月如　　初出：仙劍奇俠傳（隱藏角色）
- 阿奴　　  初出：仙劍奇俠傳（隱藏角色）

#### 新增角色
- 貝哥

#### 配音員
- 趙靈兒：林美秀
- 孫小美：林美秀
- 大老千：孫誠
- 錢夫人：陶敏嫻
- 沙隆巴斯：周學禮
- 烏咪：陳惠萍
- 莎拉公主：許雲雲
- 金貝貝：？
- 忍太郎：符爽
- 舞美拉：雷碧文
- 糖糖：龍顯蕙
- 貝哥：？

## 外部連結
- 新浪大富翁7專區 （页面存档备份，存于）
- 大富翁7游寶島專區 （页面存档备份，存于）
- 大宇 大富翁系列 （页面存档备份，存于）